# Franz von Zychlinski
Franz Friedrich Szeliga von Zychlinski (né le 27 mars 1816 à Allenbourg et mort le 17 mars 1900 à Berlin) est un général d'infanterie prussien.

## Biographie
Franz est le fils du Rittmeister Heinrich Wilhelm von Zychlinski (1755-1838) et son épouse Wilhelmine, née von Lietzen (1777-1829).
Zychlinski fait ses études dans les maisons des cadets de Culm et de Berlin, puis est transféré au 24e régiment d'infanterie de l'armée prussienne en tant que sous-lieutenant le 5 août 1833. Du 1er octobre 1842 au 30 septembre 1843, il est adjudant de bataillon et du 1er mars 1847 au 1er juillet 1852 adjudant de régiment, et entre-temps, il est promu premier lieutenant en janvier 1849. En tant que tel, Zychlinski a pris part aux combats de rue à Iserlohn et à la campagne dans le Palatinat et le Bade la même année pendant les troubles révolutionnaires. Pour cela, il reçoit l'Ordre de l'Aigle rouge de 4e classe avec épées. Le 2 juin 1852, Zychlinski est promu capitaine et le 20 juillet 1855, il est nommé commandant de compagnie. Dans la même fonction, il est transféré au 33e régiment de fusiliers le 1er février 1858. En même temps que sa promotion au grade de major le 18 janvier 1859, Zychlinski devient commandant du 2e bataillon du 3e régiment de la Landwehr de la Garde à Breslau. Du 10 mai au 30 juin 1860, il est ensuite responsable du 2e bataillon du 3e régiment de grenadiers de la Garde, avant que Zychlinski n'en soit ensuite nommé commandant. Dans cette fonction, il est promu lieutenant-colonel le 17 mars 1863 et vers la fin de l'année, le 17 décembre, il est nommé commandant du Bataillon de fusiliers. Il dirige ensuite le bataillon pendant la guerre des Duchés, notamment lors  de la bataille de Horsens et du bombardement de Fredericia. Pour son travail, il est décoré de l'Ordre de la Couronne de 3e classe avec épées et de l'Ordre de la Couronne de Fer de 3e classe avec décoration de guerre.
Le 3 avril 1866, il est nommé commandant du 27e régiment d'infanterie et promu colonel deux mois plus tard. Pendant la guerre austro-prussienne, il combat avec son régiment, d'abord à la bataille de Münchengrätz. Il y reçoit l'ordre de conquérir la Montagne Musquée, au sud-est de Münchengrätz avec ses falaises abruptes, sur lesquelles se trouvent d'importantes positions des Autrichiens. Après avoir terminé avec succès la tâche, il est ensuite utilisé dans la bataille de Sadowa. Il mène l'avant-garde et doit avancer de Cerekwitz via Benatek contre Cistowes. Ce faisant, Zychlinski et ses troupes subordonnées réussissent à prendre la forêt entre Cerewitz et Benatek, qui est occupée par des forces très supérieures, et après plus de six heures de combat. Pendant les combats, Zychlinski est grièvement blessé à la cuisse et n'abandonne le commandement de son régiment que sur ordre urgent du prince héritier. En raison de sa bravoure personnelle, il est décoré du Pour le Mérite le 18 septembre 1866.
Après avoir recouvré la santé, Zychlinski reste à la tête de son régiment pendant quatre années supplémentaires et est nommé commandant de la 14e brigade d'infanterie le 14 juillet 1870, peu avant le début de la guerre contre la France, sous la position à la suite. Pendant la bataille de Beaumont, ses troupes s'emparent de 22 canons. Lors de la bataille de Sedan, la brigade subit de lourdes pertes de quatorze officiers et 382 hommes dans l'assaut des hauteurs au nord-est de Yoncq et du Mont de Brune. Dans la suite de la guerre, il participe au siège de Paris, au bombardement de Toul et aux batailles de Mouzon et d'Epinay. En plus des deux classes de la Croix de fer, Zychlinski est fait commandeur de 2e classe de l'Ordre du Mérite grand-ducal de Hesse, commandeur de 2e classe de l'Ordre d'Albert et commandeur de 1re classe de l'Ordre de la Maison d'Albert l'Ours avec épées.
Le 26 janvier 1875, Zychlinski est promu lieutenant général et en même temps commandant de la 15e division d'infanterie stationnée à Cologne, qu'il commande jusqu'à sa retraite. Avec le caractère de général de l'infanterie, Zychlinski est mis à disposition avec pension à sa propre demande le 18 octobre 1880.

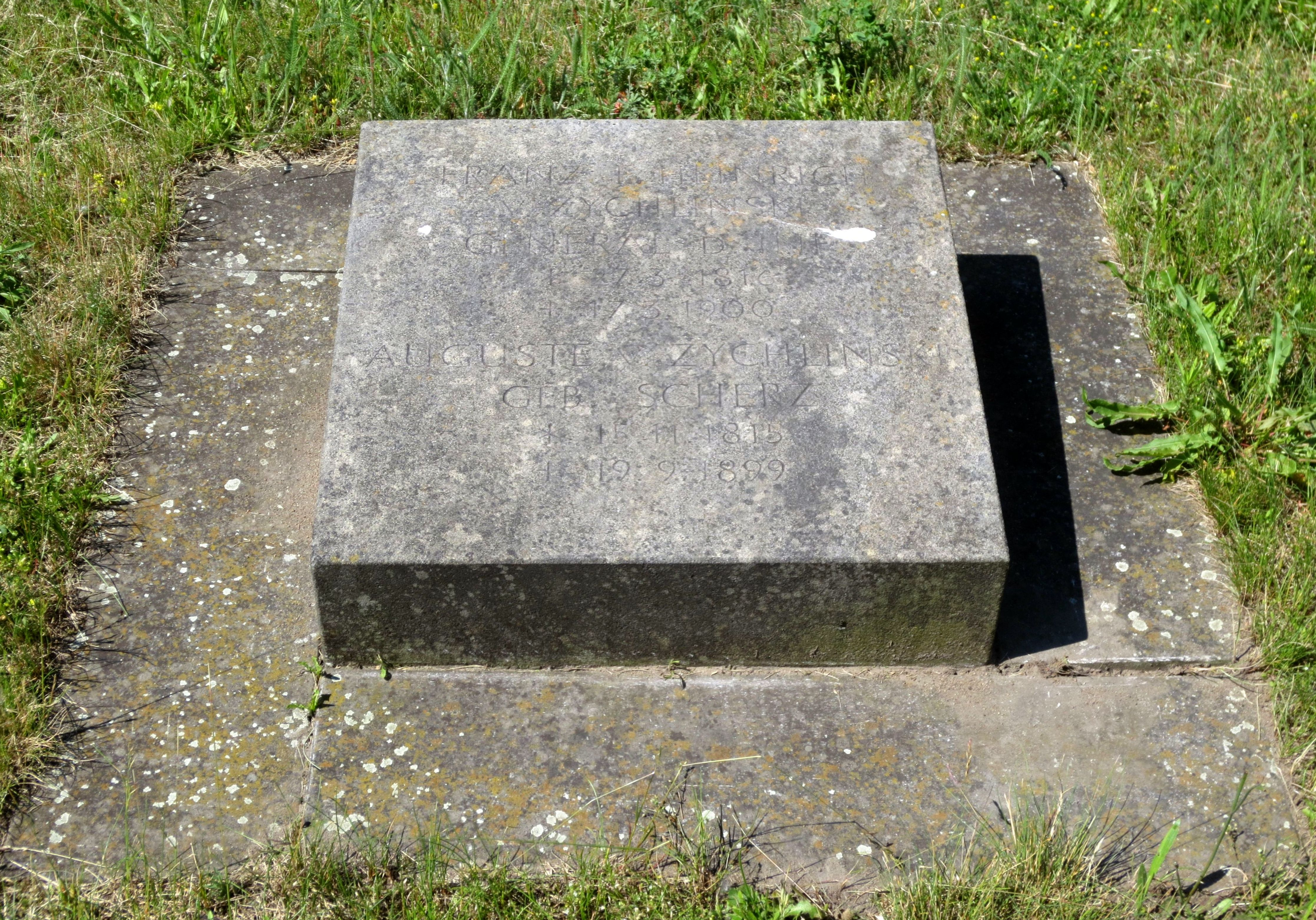
Pierre tombale dans le cimetière des Invalides de Berlin

Il s'installe à Berlin et travaille les années suivantes en tant qu'auteur de divers livres sur l'histoire militaire et auteur d'articles dans l'hebdomadaire militaire. À partir du 14 juillet 1891 Zychlinski est également président du comité de la Viktoria-National-Invalidenstiftung. À l'occasion du 100e anniversaire de Guillaume Ier, l'empereur Guillaume II lui décerne le 22 mars 1897 la Grand-croix de l'Ordre de l'Aigle Rouge avec feuilles de chêne et épées. Zychlinski meurt à Berlin et est enterré avec les honneurs militaires dans le cimetière des Invalides.
Il épouse Auguste Wilhelmine Ernestine Johanna Scherz (1815-1899), une sœur de Hermann Scherz (1818-1888), ami d'enfance de Theodor Fontane, le 15 novembre 1836. Franz von Zychlinski a ensuite fait partie du cercle de connaissances de Fontane à Berlin. En 1897, Fontane organise un contact entre John Henry Mackay, cherche de Max Stirner, et Zychlinski.
Jeune officier et intellectuel hégélien de gauche, Zychlinski est proche du cercle berlinois de Bruno Bauer dans les années 1840. Il publie sous le pseudonyme "Franz Szeliga" dans l' Allgemeine Literatur-Zeitung de Bauer (1843/44) et dans les journaux d'Allemagne du Nord pour la critique, la littérature et le divertissement (1844/45) et les articles sur la campagne de critique . La critique par Zychlinski des Secrets de Paris d'Eugène Sue soumet Marx et Engels à un examen critique et polémique dans leur Sainte Famille en 1845. Zychlinski discute également L'Unique et sa propriété de Max Stirner (in : Norddeutsche Blätter. 1845, Vol. 2, 9. Numéro, p. 1-34).
Sa fille Anna (née le 3 juillet 1853) est mariée avec le major Arnold von Brackel (de) (né le 6 février 1843).
Sa sœur Fatime (1816-1873) est mariée à Hermann von Schierstädt (de) (1809-1886), fidéicommis sur Dahlen près de Görzke.